# Free Bird
Free Bird ist ein Song der amerikanischen Rockband Lynyrd Skynyrd, der von dem Gitarristen Allen Collins und dem Leadsänger Ronnie Van Zant geschrieben wurde. Der Song wurde 1973 auf ihrem Debütalbum veröffentlicht. Im November 1974 folgte die Auskopplung als Single, die am 23. November auf Platz 87 der US Billboard Hot 100 und am 25. Januar 1975 als zweiter Top-40-Hit der Band auf Platz 19 landete. Eine Live-Version kam Ende 1976 erneut in die Charts und erreichte im Januar 1977 Platz 38.
2010 und 2016 erreichte Free Bird Platz 3 auf der Liste der besten Gitarrensoli aller Zeiten von Guitar World und stand bis 2022 auf Platz 8 der Rangliste. Der Song ist bei Live-Auftritten der Band der längste Song, der oft weit über 14 Minuten dauert und als Finale gespielt wird. Free Bird war einst der meistgespielte Song im Radio.

## Entstehung
Nach Angaben des Gitarristen Gary Rossington meinte Sänger Ronnie Van Zant zwei Jahre lang, nachdem Allen Collins die ersten Akkorde geschrieben hatte, dass die Songidee zu viele Akkorde enthielt, um eine Melodie zu kreieren, da sich die Melodie seiner Meinung nach parallel zu den Akkorden ändern müsse. Als Collins die nicht verwendeten Akkorde eines Tages bei einer Probe spielte, bat Van Zant ihn, sie zu wiederholen. Daraufhin schrieb er Melodie und Text in drei oder vier Minuten. Die Gitarrensoli, die den Song beenden, wurden später hinzugefügt, um Van Zant die Möglichkeit zu geben, sich auszuruhen, da die Band zu dieser Zeit mehrere Sets pro Abend in Clubs spielte. Bald darauf erfuhr die Band, dass der Klavier spielende Roadie Billy Powell eine Einleitung zu dem Song geschrieben hatte. Diese wurde dem Song als letzter Schliff hinzugefügt und Billy Powell stieg darauf offiziell als Keyboarder bei der Band ein.
Allen Collins Freundin und spätere Ehefrau Kathy, fragte Allen einmal: „Wenn ich morgen von hier weggehe, würdest du dich dann noch an mich erinnern?“ Collins notierte sich die Frage, die später zur Anfangszeile von „Free Bird“ wurde. Bei einem Interview, das während eines Angelausflugs auf einem Boot mit Gary Rossington gefilmt wurde, fragte ein Interviewer Ronnie Van Zant nach dem Song. Van Zant sagte, dass es im Wesentlichen darum gehe, frei zu sein, dass „ein Vogel fliegen kann, wohin er will“. Er erklärte weiter, dass „jeder frei sein will...darum geht es in diesem Land“.
Der Song wird von der Band in ihren Live-Shows dem Andenken an Duane Allman gewidmet. Während ihres Auftritts bei The Old Grey Whistle Test im Jahr 1975 widmete Van Zant den Song sowohl Allman als auch Berry Oakley und kommentierte: „Sie sind beide freie Vögel“.
Nachdem 1977 mehrere Mitglieder der Band, darunter der Sänger Ronnie Van Zant bei einem Flugzeugabsturz ums Leben kamen, wurde Free Bird bei der Lynyrd Skynyrd Tribute Tour 1987–1988 als Instrumental gespielt.
Ronnies Bruder Johnny Van Zant sang den Song erstmals auf der Lynyrd Skynyrd 1991 Tour in Baton Rouge.

## Besetzung
- Ronnie Van Zant – Gesang
- Allen Collins –  Gitarre
- Gary Rossington – Rhythmus- und Slide-Gitarre
- Ed King – Bass
- Bob Burns – Schlagzeug, Schlaginstrument
- Billy Powell – Piano
- „Roosevelt Gook“ (Producer Al Kooper) – Orgel, Mellotron

Zusätzliche Besetzung der Liveversion von 1976:
- Leon Wilkeson – Bass
- Steve Gaines – Gitarre
- Artimus Pyle – Schlagzeug

## Rezeption
Bei der Veröffentlichung der Single wurde der Song von Record World hervorgehoben.
Free Bird ist in der Rock and Roll Hall of Fame unter den 500 Songs, die den Rock and Roll geprägt haben, und auf Platz 407 der 500 größten Songs aller Zeiten des Rolling Stone. Im Jahr 2009 wurde er von VH1 zum 26. besten Hardrock-Song aller Zeiten gewählt.
2008 wurde die Aufnahme von Free Bird aus dem 1973 bei MCA Records erschienenen Album in die Grammy Hall of Fame aufgenommen.
In dem 2014 erschienenen Film Kingsman: The Secret Service spielt das Solo des Songs während einer Szene, in der Harry Hart (Colin Firth) in eine gewalttätige Kirchenschlägerei verwickelt ist. Regisseur Matthew Vaughn verriet, dass er „Free Bird“ speziell deshalb ausgewählt hat, weil das Gitarrensolo lang genug ist, um die ganze Szene zu umfassen.
Die Liveaufnahme vom 2. Juli 1977 im Oakland Coliseum Stadium, USA wurde Stand August 2024 über 76 Millionen Mal aufgerufen.
Am 23. Mai 2025 erhielt der Song – über 50 Jahre nach Release – ein offizielles Musikvideo unter der Regie von Max Moore.

## Kommerzieller Erfolg

### Chartplatzierungen
| ChartsChartplatzierungen       | Höchstplatzierung | Wochen |
| ------------------------------ | ----------------- | ------ |
| Vereinigte Staaten (Billboard) | 19 (20 Wo.)       | 20     |
| Vereinigtes Königreich (OCC)   | 21 (23 Wo.)       | 23     |

### Auszeichnungen für Musikverkäufe
| Land/Region                  | Auszeichnungen für Musikverkäufe (Land/Region, Auszeichnung, Verkäufe) | Verkäufe |
| ---------------------------- | ---------------------------------------------------------------------- | -------- |
| Dänemark (IFPI)              | Gold                                                                   | 45.000   |
| Italien (FIMI)               | Gold                                                                   | 50.000   |
| Spanien (Promusicae)         | Gold                                                                   | 30.000   |
| Vereinigtes Königreich (BPI) | Silber · + Platin (Digital)                                            | 850.000  |
| Insgesamt                    | 1× Silber · 3× Gold · 1× Platin ·                                      | 975.000  |

## Coverversionen
- Ein Medley der Dance-Pop-Band Will to Power kombinierte 1988 Free Bird mit dem Peter-Frampton-Song Baby, I Love Your Way. Unter dem Titel Baby, I Love Your Way/Freebird Medley hielt sich der Song eine Woche lang auf Platz 1 der Billboard Hot 100 Charts.[23]
- Dolly Parton coverte Free Bird, begleitet von Lynyrd Skynyrd, auf ihrem 49. Studioalbum Rockstar.[24]

## Trivia
Auf dem ersten Livealbum von Skynyrd, One More from the Road von 1976, ist Van Zant zu hören, wie er die Menge fragt: „Welchen Song wollt ihr hören?“ Die Rufe nach Free Bird führten zu einer vierzehneinhalbminütigen Wiedergabe des Songs.
Es ist unabhängig vom Interpreten oder Musikstil zu einer Tradition bei Konzerten geworden, dass das Publikum bei Konzerten „Free Bird!“ ruft, um den Song zu hören.
Bei Nirvanas „MTV Unplugged in New York“-Show 1993 zum Beispiel führte ein Ruf nach „Free Bird!“ schließlich zu einer wenn auch kurzen Wiedergabe von Sweet Home Alabama.
Ein Besucher eines Bob-Dylan-Konzerts am 9. Juni 2016 in Berkeley, Kalifornien, rief während der letzten Zugabe, dass Free Bird gespielt werden solle, und Dylan und seine Band kamen dem unerwartet nach und spielten einen instrumentalen Ausschnitt des Songs als Schlussstück der Show.
Im Film Forrest Gump ist das Gitarrensolo von Free Bird auch zu hören, ohne es auf die zwei CDs des Soundtracks geschafft zu haben.